# BEAMing
BEAMing은 비드(Beads), 에멀젼(Emulsion), 증폭(Amplification), 자기(Magnetics)를 의미하는 고감도의 digital PCR을 이용한 에멀전 PCR과 유세포 분석법(flow cytometry)을 결합하여 DNA에 존재하는 특정 체세포 돌연변이를 식별하고 정량화하는 방법이다.

## 방법
BEAMing은 환자의 혈액 또는 혈장에서 DNA를 분리하는 것으로 시작하여 통상적인 PCR로 관심있는 타깃 DNA 부분을 증폭시킨다.
증폭된 DNA 주형은 스트렙타비딘-비오틴 상호작용을 통해 자성 비드에 공유결합으로 부착된 프라이머와 함께 유중수(water-in-oil) 에멀젼의 수성 미세방울로 나누어진다. 수성상(aqueous phase)을 오일로 유화시켜, 직경이 3-10 미크론인 수백만개의 독립된 물방울(water droplet)을 만든다. 각 액적(droplet) 내에서 독립적인 PCR 반응이 수행된다. 크기가 작기 때문에 각 물방울에는 평균적으로 단일 DNA 분자와 자성 입자가 들어있다.  이미 증폭된 DNA 이외에도, 각 에멀젼 액적에는 에멀젼 PCR 반응을 수행하기 위한 시약 및 서열-특이한 프라이머가 코팅된 자성 비드가 포함되어 있다. 마이크로 에멀젼 액적은 통상적인 PCR 방법으로 증폭된다. 각각의 DNA 주형 (수성 구획에 자기 비드가 존재함)이 연장되고 증폭되어 주형 DNA 단편의 수천개의 동일한 카피로 코팅된 비드가 생성된다.
PCR 반응 시 오류를 제한하기 위해 고충실도 DNA 폴리머라제가 사용되며  이는 위양성 탐지의 위험을 줄이고 표적 분자의 정확한 식별을 가능하게 한다. [1]
에멀젼 PCR 후 미립자를 수집하기 위하여 수상 및 유상을 분리한다. 마이크로 에멀젼 액적은 이후 증폭된 DNA가 부착 되어있는 자성 비드를 방출하기 위해 깨트려진다. 비드는 자기적으로 정제되고 염기 쌍 특유의 형광 프로브가 부착된다. 하나의 형광 프로브는 정상 DNA에 결합하고 다른 형광 프로브는 돌연변이 DNA에 결합하기 때문에 이들 DNA를 구별하는데 사용된다. 각각의 다른 형광물질로 표지 된 비드는 유세포 분석기에서 분석되어 샘플에 존재하는 돌연변이 대 정상 DNA의 비율뿐 아니라 정상 DNA로부터 돌연변이 DNA를 분리할 수 있다.
BEAMing에 사용된 미세한 에멀젼 액적은 DNA 세그먼트를 단일 액적으로 분리할 수 있다. 에멀젼 PCR은 구획화된 DNA에서 실행되어 수억 개의 PCR 반응이 병렬로 실행될 수 있게 한다. 이 대규모 병렬 PCR 플랫폼은 광범위한 정상 DNA 배경 중에서 희귀 종양 DNA 분자의 검출을 위해 높은 수준의 감도 (.001%)를 제공한다.

## 응용
BEAMing은 암 연구에서 종종 액체 생검으로 알려진 순환 종양 DNA (ctDNA)의 평가를 수행하는 데 사용된다.  또한 샘플의 돌연변이 분획을 정량화 할 수 있으며, 이는 직렬 플라즈마 측정을 사용하여 시간이 지남에 따라 추적 될 수 있다. 이 방법의 감도 임계 값은 0.01%이다.

## 역사
1990년대 후반, Vogelstein과 Kinzler는 대장암의 잠재적 원인과 관련된 체세포 돌연변이에 대한 연구를 수행할 당시 "디지털 폴리머라제 연쇄 반응"이라는 용어를 사용하였고 디지털 PCR은 큰 세포 집단에서 소량의 체세포 돌연변이의 검출을 해결하기 위해 고안되었다. 디지털 및 클래식 PCR 모두 정량 또는 정성 분석에 사용될 수 있지만, 디지털 PCR은 한번에 하나씩의 분자를 분석하여 모든 신호 또는 무 신호를 생성하므로 신호 대 잡음비와 희귀 표적에 대한 전체 감도를 증가시킨다. 이들 연구의 결과는 디지털 PCR이 DNA 샘플에서 변이체 서열의 상대적 비율을 신뢰성있게 정량화 할 수 있음을 나타냈다.
BEAMing은 디지털 PCR 기술로부터 발전되었으며 2003년 Vogelstein 팀의 Nature Methods 간행물에 설명되어 있다. 2005년 Vogelstein 팀은 BEAMing 기술을 적용한 최초의 임상 데이터를 발표하여 암 환자의 혈장 샘플을 분석했다. 2008 Nature Medicine 간행물에서 BEAMing ctDNA 측정은 종양 역학을 안정적으로 모니터링하기에 충분히 민감했다.
2008년 Inostics GmbH는 BEAMing을 상용화하기 위해 설립되었고, 2014년 Sysmex Corporation는 Inostics를 인수하여 Sysmex Inostics를 설립하였다.